# Paul Seguin
Paul Seguin (Magdeburgo, 29 de março de 1995) é um futebolista alemão que atua como meio-campista. Atualmente defende o Schalke 04.

## Carreira
Paul Seguin começou a carreira no Vfl Wolfsburg.